# Pisksvansvallaby
Pisksvansvallaby (Macropus parryi) är ett kängurudjur som förekommer i östra Australien. Den kännetecknas av vita mönster i ansiktet och en påfallande smal svans.
Artepitetet i det vetenskapliga namnet hedrar Sir Edward Parry som var kommissarie för lantbruk i Australien. Han hade två exemplar av arten som sällskapsdjur och tog de med till England.

## Utseende
Pälsen är på ovansidan gråbrun och på undersidan vitaktig. Vanligen har huvudets ovansida och svansspetsen en mörkare färg. Påfallande är vita strimmor på kinden som sträcker sig från munnen till ögonens undersida. Svansen är jämfört med övriga kroppen längre än hos närbesläktade arter och särskilt smal. Liksom hos andra kängurudjur är de bakre extremiteterna längre och kraftigare än de främre, skallen är långsträckt. Individerna når en kroppslängd omkring 90 cm, en genomsnittlig svanslängd på 94 cm och allmänt en vikt på 16 kg.

## Utbredning och habitat
Pisksvansvallaby förekommer längs östra Australiens kustlinje. Utbredningsområdet sträcker sig från södra Kap Yorkhalvön (Queensland) till nordöstra New South Wales. 

## Ekologi
Habitatet utgörs av öppna skogar med gräs som undervegetation, den föredrar kuperade områden.
Arten är aktiv på dagen men letar vanligen på morgonen och senare eftermiddagen efter föda. Under dagens hetaste timmar vilar den oftast i skuggan. Pisksvansvallabyer lever i grupper med upp till 50 individer och uppvisar ett socialt beteende. Hannar strider med varandra om en bättre plats i hierarkin och om rätten att para sig.
Liksom andra kängurudjur är arten växtätare och livnär sig på gräs och örter.
Efter dräktigheten, som varar i 34 till 36 dagar föder honan oftast en unge. Ungen lever sedan cirka åtta månader i pungen och fortsätter att dia några veckor efter att den lämnat pungen. Pisksvansvallabyer blir könsmogna efter 18 till 24 månader, honor något tidigare än hannar.

## Status och hot
Arten har en jämförelsevis stor population, den jagades inte kommersiellt och kategoriseras därför av IUCN som livskraftig (LC). Djurets enda naturliga fiende är dingon.